# Hecalus umballaensis
Hecalus umballaensis är en insektsart som beskrevs av William Lucas Distant 1908. Hecalus umballaensis ingår i släktet Hecalus och familjen dvärgstritar. Inga underarter finns listade i Catalogue of Life.